# هری برتون (بازیکن فوتبال انگلیسی)
هری برتون (انگلیسی: Harry Burton؛ 1881 – ۲۸ اوت ۱۹۲۳ (aged 42)) بازیکن فوتبال بود.
از باشگاه‌هایی که در آن بازی کرده‌است می‌توان به باشگاه فوتبال شفیلد ونزدی اشاره کرد.